# Ніко Турофф
Ніко Турофф (англ. Nico Turoff; 6 грудня 1899 року, Кременчук, Полтавська область — 22 червня 1978 року, Східний Берлін, НДР) — український боксер і актор. З 1926 по 1979 рік знявся у понад ста фільмах.

## Вибрана фільмографія
| Рік      | Заголовок                         | Роль   | Примітки |
| -------- | --------------------------------- | ------ | -------- |
| 1927     | Мата Харі                         |        |          |
| 1928     | Сучасні пірати                    |        |          |
| 1928     | Під Ліхтарем                      |        |          |
| 1928     | Яхта семи гріхів                  |        |          |
| 1928     | Принц негідників                  |        |          |
| 1928     | Нечесний шлях                     |        |          |
| 1928     | Заповідь любові                   |        |          |
| 1929     | Дон Мануель, бандит               |        |          |
| 1929     | Отруйний газ                      |        |          |
| 1930     | Ціанід                            |        |          |
| 1932     | Тренк                             |        |          |
| 1936     | Неможлива жінка                   |        |          |
| 1942     | Червоний терор                    |        |          |
| 1942     | Атака на Баку                     |        |          |
| 1950     | Віндзорські жартівниці            |        |          |
| 1952     | Історія молодої пари              |        |          |
| 1956 рік | Томас Мюнцер                      |        |          |
| 1957     | Не забудь мого маленького Траделя |        |          |
| 1957     | Беренбургер Шнурре                |        |          |
| 1958     | Емілія Галотті                    |        |          |
| 1958     | Моя дружина створює музику        |        |          |
| 1959     | Інтриги та кохання                | Хоферр |          |
| 1960     | Новорічний панч                   |        |          |
| 1961     | Плаття                            |        |          |
| 1964     | Пісня трубача                     |        |          |
| 1967     | Небосники Куммероу                |        |          |
| 1968     | Гауптманн Флоріан фон дер Мюле    |        |          |
| 1969     | Діво, ти мені подобаєшся          |        |          |
| 1974     | Виборчі спорідненості             |        |          |

## Зовнішні посилання
- Ніко Турофф на сайті IMDb (англ.)